# Пристроми
Пристро́ми — село Бориспільського району Київської області. Входить до складу Студениківської сільської громади.

## Географія

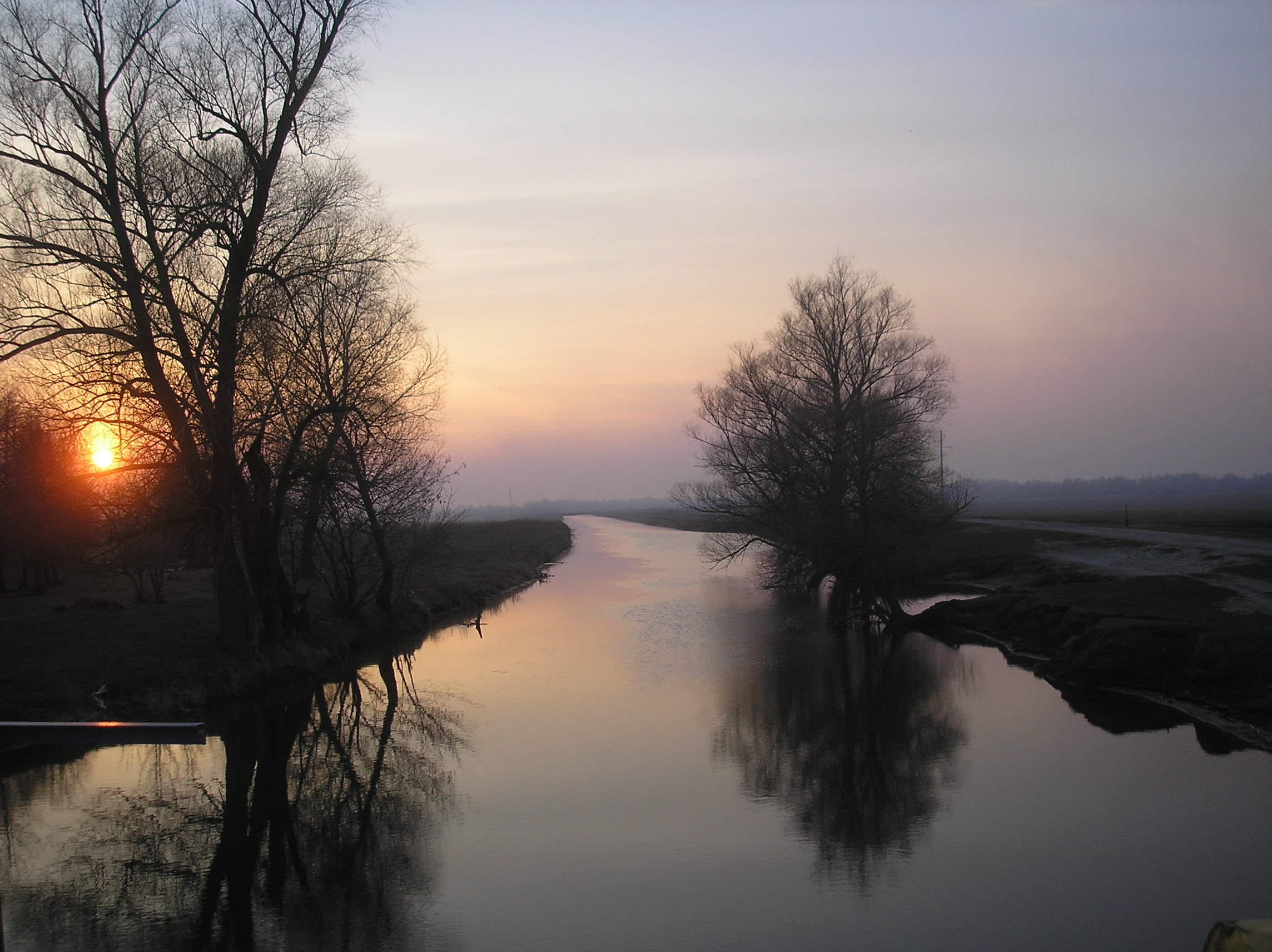
Річка Трубіж

Село Пристроми розташоване на правому березі річки Трубіж за 20 км на північний захід від міста Переяслав на 7 км від автомагістралі М03 Київ — Харків. Відстань до районного центру — шосейним шляхом 46 км.

### Територія
Всього 3831,0 га в тому числі: земель державної власності — 359.9 га, земель комунальної власності — 646,1 га, земель приватної власності — 2825 га. Площа населених пунктів — 662,1 га, у тому числі: державна власність — 9 га, комунальної власності — 430,1 га, приватна власність — 223 га.

## Історія

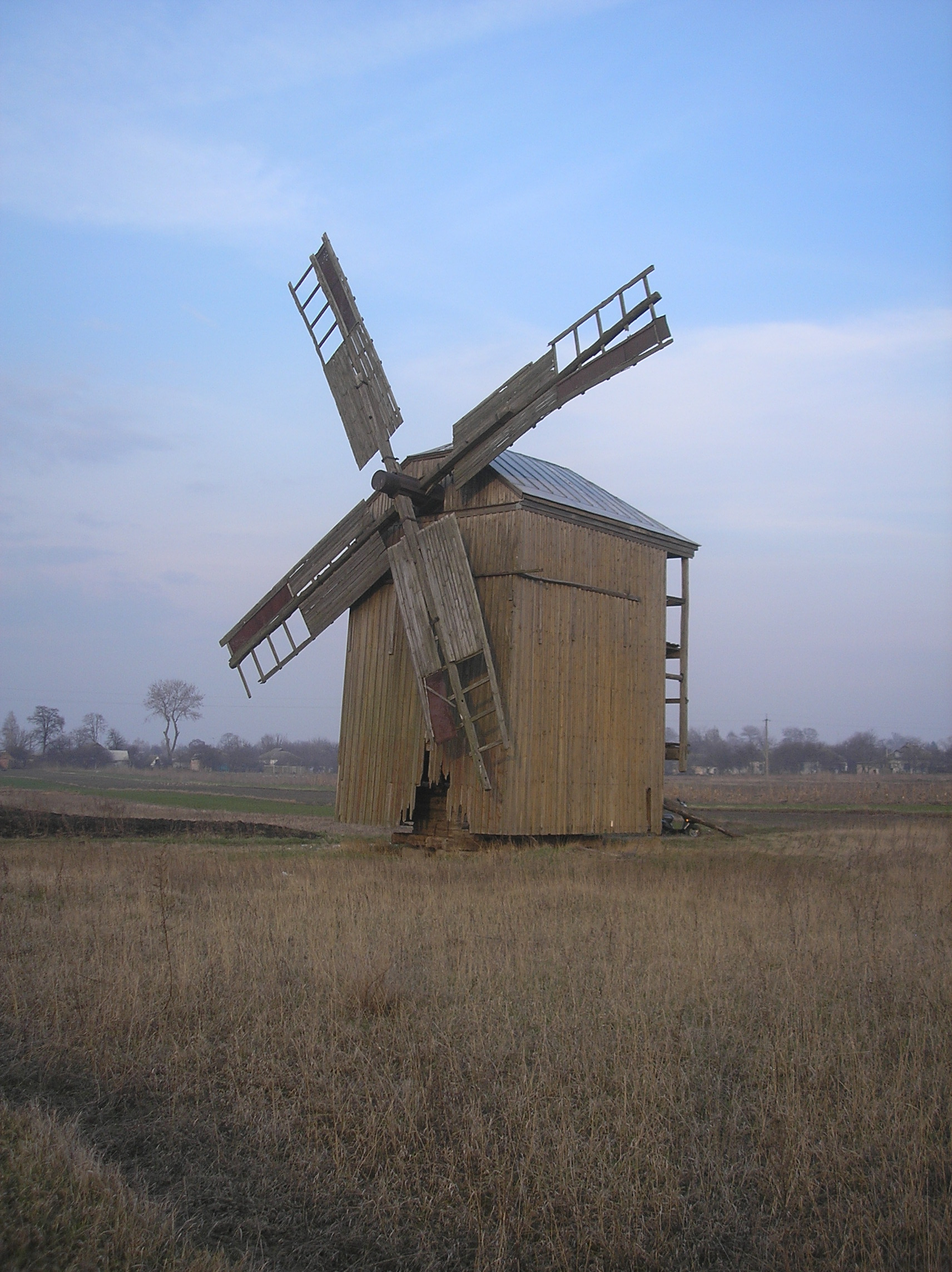
Вітряк в селі Пристроми

Згадується у писемних джерелах від 1610 р. Існує декілька версій походження села. Одна з версій походження назви села говорить, що приїжджі купці погано поставились до жителів села, за що були піймані за селом біля річки Трубіж і побиті — «пристромлені» до дна річки. З того часу село і дістало назву «Пристроми», а жителів села стали називати пристромчанами.
Можливо село заснували представники роду Пристром. Семен Пристроменко зафіксований як козак сотні Івана Коваленка в 1649 р., а майже через століття у 1726 році тут проживав козак Єрофій Пристром, а в 1732 році — Гордій Пристроменко із синами Василем і Мартином.
За козаччини село належало до першої Переяславської сотні Переяславського полку Війська Запорозького.
У 1755 році гетьман Кирило Розумовський відновив третю Переяславську сотню до якої увійшли і Пристроми.
За описом Київського намісництва 1781 року село Пристроми відносилось до Переяславського повіту даного намісництва. На той час у ньому 109 хат виборних козаків, козаків підпомічників та підсусідків. Також у селі були 2 шляхтичі, і різночинець, 1 духівник та ще 1 церковник.
За книгою Київського намісництва 1787 року, у селі проживало 390 душ. У той час Пристроми були у володінні різного звання «казених людей», козаків і власників — статського радника Івана Вишневського, бунчукового товариша Степана Ілляшевського і майорши Анни Роздеришеної.
Є на мапі 1800 року
З ліквідацією Київського намісництва Пристроми, як і увесь Переяславський повіт, перейшло до складу Полтавської губернії.
Наприкінці ХІХ ст. Пристроми увійшли до Дем'янської волості Переяславського повіту.

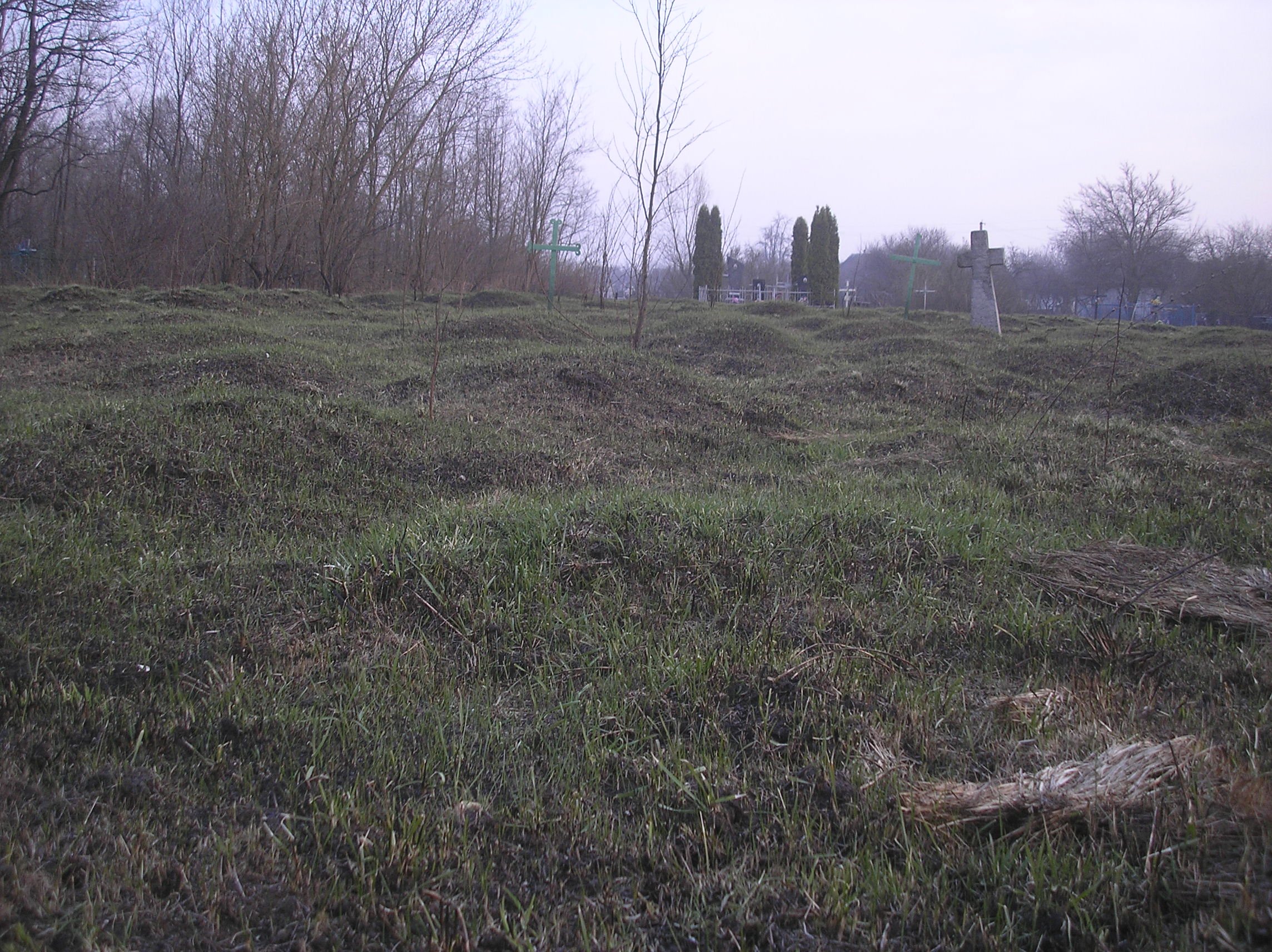
Могили жертв Голодомору 1933 року на сільському цвинтарі

Рік створення першого колгоспу — 1930 р. Під час примусової колективізації було розкуркулено 12 родин. В 1930 р. в с. Пристроми проживало 2280 осіб. Масштаби штучного масового голоду в селі засвідчують документи тієї пори, що збереглись у державному архіві Київської області. Згіно з цими записами у Пристромах під час Голодомору померло 235 чол. 10 квітня 1995 року на місці масових поховань встановлений пам'ятний знак..

## Населення

### Мова
Розподіл населення за рідною мовою за даними перепису 2001 року:
| Мова            | Кількість | Відсоток |
| --------------- | --------- | -------- |
| українська      | 1805      | 96.01%   |
| російська       | 64        | 3.40%    |
| вірменська      | 3         | 0.16%    |
| румунська       | 2         | 0.11%    |
| болгарська      | 2         | 0.11%    |
| білоруська      | 1         | 0.05%    |
| інші/не вказали | 3         | 0.16%    |
| Усього          | 1880      | 100%     |

## Промисловість та об'єкти соціальної сфери
У Пристромах діють дошкільний навчальний заклад «Малятко», Пристромська загальноосвітня школа І-ІІІ ступенів. Також у селі Храм на честь святого Архістратига Михаїла, видроджений у 90-х роках ХХ століття.
Підприємства:
- з виробництва м'ясних продуктів — ВКФ «Укрпромпостач 95» ЛТД,
- з розведення свиней — ТОВ «Стейкагро»,
- з вирощування зернових культур — селянські фермерські господарства.

## Культура

Братська могила воїнів РСЧА і пам'ятник воїнам-односельцям, які загинули в роки німецько-радянської війни, біля будинку культури с. Пристроми

В селі організований фольклорно-етнографічний ансамбль «Вербиченька», який 2014 року взяв участь у Всеукраїнському фестивалі народних талантів, де здобув найвищу ступінь перемоги цього конкурсу — гран-прі.

## Відомі пристромчани
- Петро Толочко — історик, професор (1988), академік НАН України, директор Інституту археології НАН України (1987—2017), народний депутат України 3 і 4 скликання
- Юрій Саврась (нар. 4 серпня 1968, Ольгівка, Херсонська область — пом. 13 липня 2023, Новомихайлівка, Донецька область) — український вояк, солдат 79 ОДШБр. Загинув 13 липня 2023 року в бою з російськими окупантами[10][11].

## Пам'ятки

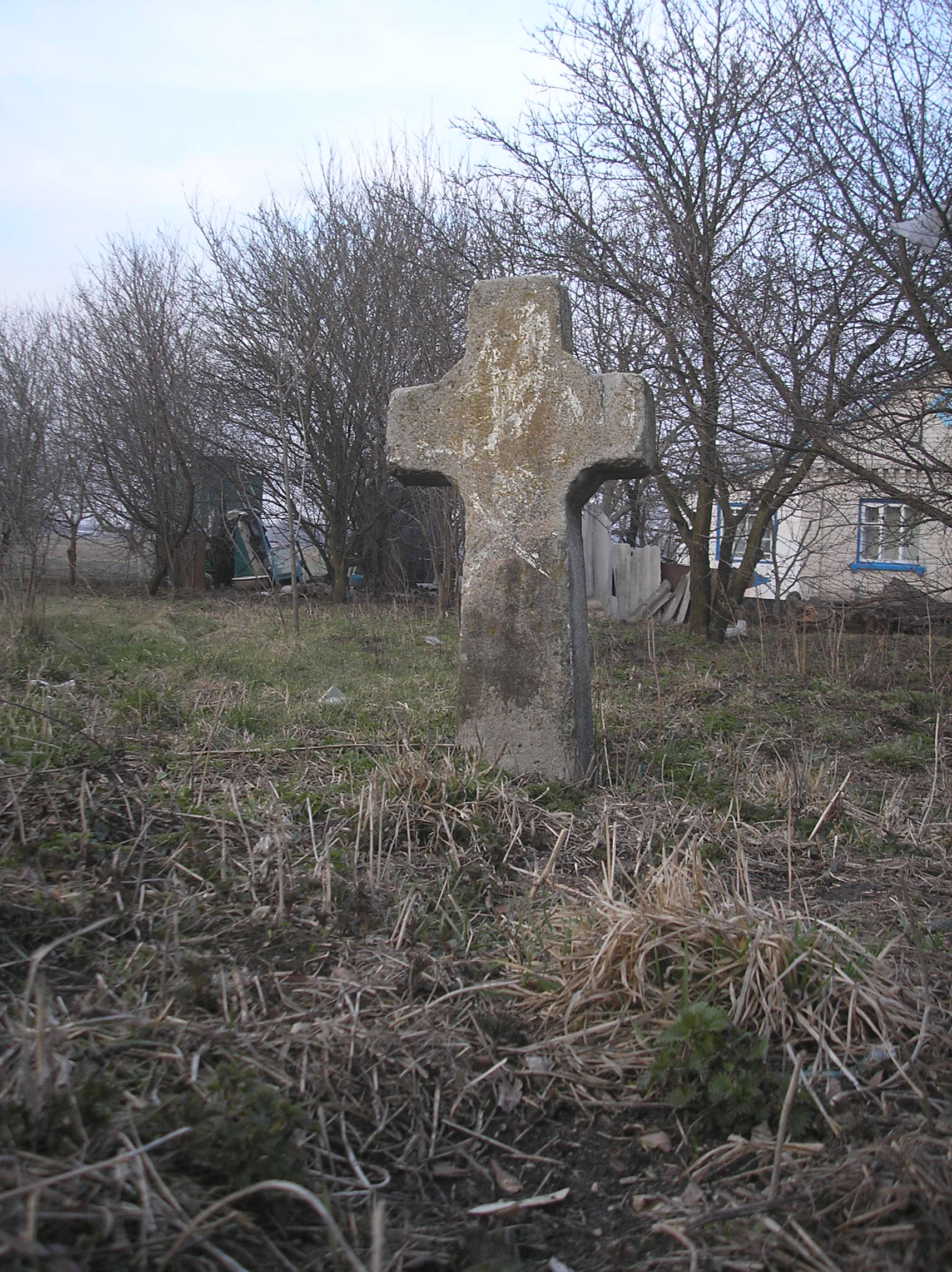
Сільський цвинтар.

На північно-західній околиці села Пристроми знаходяться рештки городища, які, за однією із версій, можуть належати літописному городищу Бронькняж.